# Jan Izikowitz
Jan Robert Izikowitz, född 25 februari 1952 i Johannebergs församling i Göteborg, är en svensk arkitekt.

## Biografi
Medan Jan Izikowitz var medarbetare och delägare i Lund & Valentin arkitekter ritade han Göteborgsoperan som stod klar 1994 och är hans mest kända byggnad. Sedan denna arkitektbyrå 2011 köptes upp av Tengbomgruppen är han delägare i denna arkitektbyrå. Efter Göteborgsoperan har Jan Izikowitz bland annat arbetat med Louis De Geer Konsert & Kongress i Norrköping, Gävle konserthus och Musikhögskolan i Örebro.